# サン・ベネデット・ポー
サン・ベネデット・ポー（伊: San Benedetto Po）は、イタリア共和国ロンバルディア州マントヴァ県にある、人口約6,800人の基礎自治体（コムーネ）。

## 地理

### 位置・広がり

#### 隣接コムーネ
隣接するコムーネは以下の通り。
- バニョーロ・サン・ヴィート
- ボルゴ・ヴィルジーリオ
- モーリア
- モッテッジャーナ
- ペゴニャーガ
- クイステッロ
- ススティネンテ

### 気候分類・地震分類
気候分類では、zona E, 2388 GGに分類される。
また、イタリアの地震リスク階級 (it) では、zona 3 (sismicità bassa) に分類される。

## 行政

### 分離集落
サン・ベネデット・ポーには、以下の分離集落（フラツィオーネ）がある。
- Bardelle, Brede, Gorgo, Mirasole, Portiolo, San Siro, Villa Garibaldi, Zovo

## 文化・観光
「イタリアの最も美しい村」クラブ加盟コムーネである。